# بوق ألبي

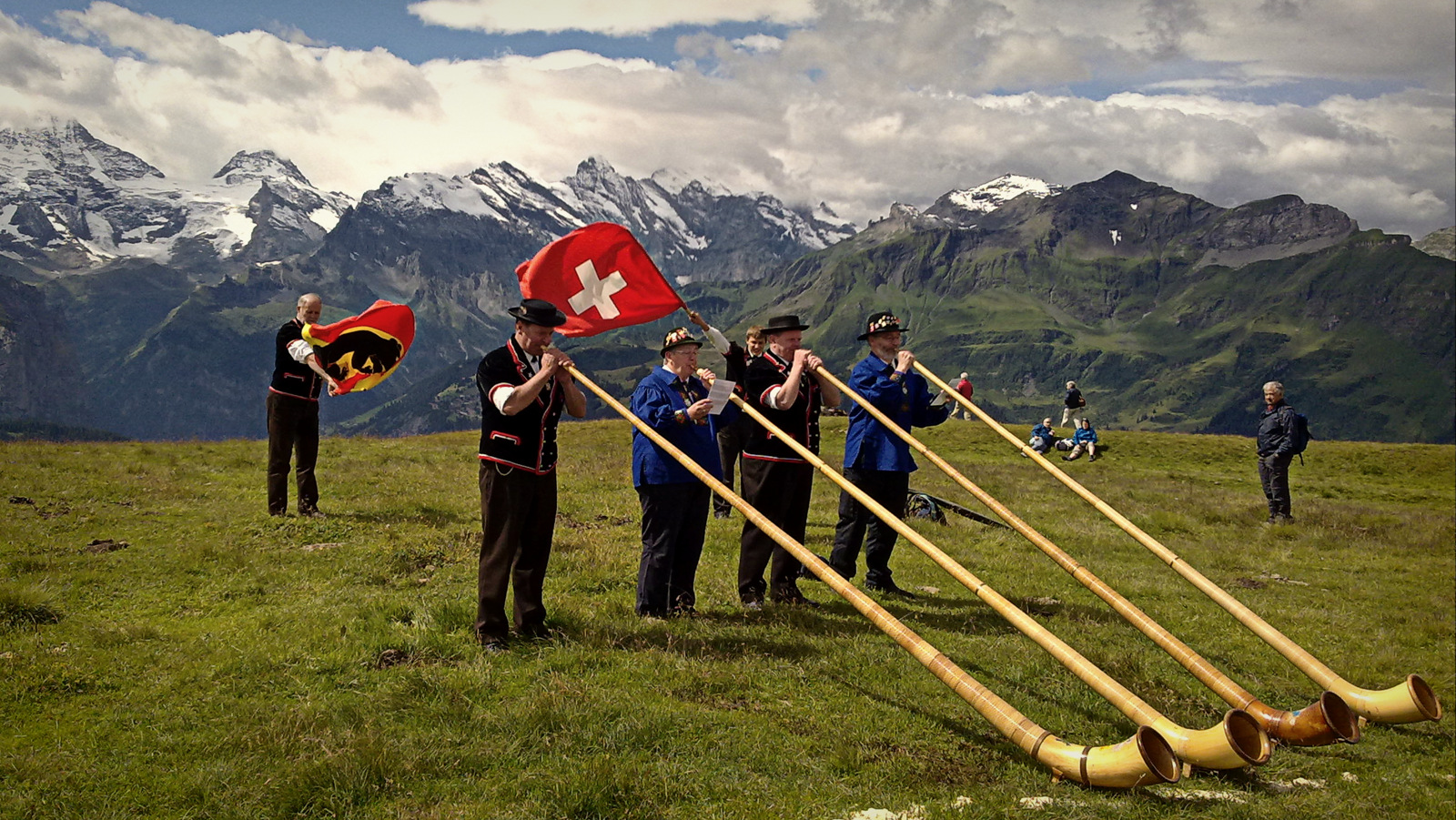
أبواق ألبيّة بجريندلفالد، سويسرا

البُوق الألبِيّ هو آلة نفخ نحاسية، يستخدمه سكان الجبال السويسريون وغيرهم.

## طالع
- بوق
- قيثارة
- أكلال